# Europamotto

Flagge der Europäischen Union

Unter Europamotto versteht man den Leitspruch In Vielfalt geeint (lat. Übersetzung: „In varietate concordia“), der als eines der Symbole der Europäischen Union zur Schaffung einer europäischen Identität beitragen soll.

## Geschichte
Leitsprüche, Devisen und Mottos für Staaten und Staatenverbünde haben eine längere Tradition. Am bekanntesten dürfte das E pluribus unum der USA sein, das auch erkennbar für das Europamotto Pate gestanden hat. Wegen der Auswirkungen der Reichsdeputation 1803 hatten die Philosophen Schelling, Baader und Schlegel die große Sorge, dass die reichhaltige europäische Geschichte und die einzigartige Kultur der Verschiedenheit in Europa nicht geopfert werden dürfte und somit die kulturelle Vielfalt in den Vordergrund gestellt werden müsste. Gleichwohl wurde das Europamotto erst relativ spät geschaffen und ist insbesondere erheblich jünger als die Europahymne vom Europarat 1972, die 1985 eingeführt wurde. Die Europaflagge, die 1955 erstmals vom Europarat benutzt wurde, gibt es in der EU auch seit 1985.
Es wurde erst 2000 im Zuge eines Wettbewerbs ausgewählt, an dem sich Schüler aus den damals 15 Mitgliedstaaten beteiligt hatten. Bis in die Endrunde hatten es folgende Vorschläge geschafft:
- „Friede, Freiheit, Solidarität“
- „Unsere Unterschiede sind unsere Stärke“
- „Zu Frieden und Demokratie geeint“
- „In Freiheit geeint“
- „Ein alter Erdteil, neue Hoffnung“
- „Alle verschieden, alle Europäer“
- „Einheit in Vielfalt“

Obsiegt hat schließlich der letztgenannte Vorschlag, der bald darauf auch syntaktisch umformuliert wurde („In Vielfalt geeint“ statt „Einheit in Vielfalt“).
Nach seiner Annahme durch die Präsidentin des Europäischen Parlaments, Nicole Fontaine, fand das Europamotto schließlich Eingang in den bisher mangels Ratifikation nicht in Kraft getretenen Vertrag über eine Verfassung für Europa. Dort taucht es nicht nur in der Präambel auf, sondern ist auch in Art. I-8 als eines der Symbole der Europäischen Union genannt.

## Bedeutung des Mottos
Nach eigenem Bekunden der Europäischen Union auf ihrer Internetseite soll das Motto ausdrücken, „dass sich die Europäer über die EU geeint für Frieden und Wohlstand einsetzen, und dass die vielen verschiedenen Kulturen, Traditionen und Sprachen in Europa eine Bereicherung für den Kontinent darstellen.“
Immer anlässlich des Europatags am 9. Mai wird eine Plakatreihe herausgegeben. In den Jahren 2004 und 2005 war das Motto auf den Plakaten zum Europatag verewigt.
Inhaltsgleiche Mottos gibt es in Südafrika (ǃke e: ǀxarra ǁke; ǀXam-Sprache) und Indonesien (Bhinneka Tunggal Ika) sowie als Motto des 100. Deutschen Röntgenkongresses.

## Das Motto in den 24 Amtssprachen der EU
- Bulgarisch – Обединен в многообразието
- Dänisch – Forenet i mangfoldighed
- Deutsch – In Vielfalt geeint
- Englisch – United in diversity
- Estnisch – Ühinenud mitmekesisuses
- Finnisch – Moninaisuudessaan yhtenäinen
- Französisch – Unie dans la diversité
- Griechisch – Ενωμένη στην πολυμορφία
- Irisch – Aontaithe san éagsúlacht
- Italienisch – Unita nella diversità
- Kroatisch – Ujedinjeni u različitosti
- Lettisch – Vienota dažādībā
- Litauisch – Suvienijusi įvairovę
- Maltesisch – Magħquda fid-diversità
- Niederländisch – In verscheidenheid verenigd
- Polnisch – Zjednoczona w różnorodności
- Portugiesisch – Unida na diversidade
- Rumänisch – Uniți în diversitate
- Schwedisch – Förenade i mångfalden
- Slowakisch – Zjednotení v rozmanitosti
- Slowenisch – Združena v raznolikosti
- Spanisch – Unida en la diversidad
- Tschechisch – Jednotná v rozmanitosti
- Ungarisch – Egység a sokféleségben

## Das Motto in weiteren Sprachen Europas
- Albanisch - Të bashkuar në diversitet
- Aragonesisch - Unidat en a diversidat
- Aranesisch - Unificat en diversitat
- Asturianisches Galicisch (Eonaviego) - Xuntanza na diversidá
- Asturianisch - Xuníos na diversidá
- Baskisch - Aniztasunean bat eginik
- Bretonisch - Unanet el liesseurted
- Balearisch - Unificat en sa diversitat
- Elsässisch - Ìn Vìelfàlt vereint
- Extremadurische Sprache - Ajuntá ena diversidá
- Fala (Sprache) - Unida na diversidai
- Mochenisch - Zòmm en de varietet
- Frankoprovenzalisch (Arpetan) - Uni dens la divèrsitât
- Friulanisch - Unitât inte diversitât
- Färöische Sprache - Sameind í ymiskleika
- Galizisch - Unidos na diversidade
- Gallo - Come de yun den la gârerie
- Galluresisch - Aunìta illa diffarenzia
- Grönländisch (Kalaallisut) - Assigiinngisimaartumik kattussineq
- Guernésiais - Euni dans la varietaï
- Kantabrisch - Auníos ena diversidà
- Katalanisch - Units en la diversitat
- Kornisch - Unys yn diversita
- Korsisch - Uniti in a diversità
- Ladinische Sprache - Ester unis tla diversité
- Ligurische Sprache (romanisch) - Unia inta diverscitæ
- Lombardisch - L'unitaa ind la diversitaa
- Lothringisch (fränkisch) - Én Villfalt geeinicht
- Lothringisch (romanisch) - Unie das lè diversité
- Luxemburgische Sprache - A Villfalt gëeent
- Manx (Gaelg) - Unnaneyssit ayns neu-chaslys
- Moliseslawisch - Skupa, ma sfak za njega
- Neapolitanisch - Aunità 'int' â diverzità
- Niederdeutsch - In Völfalt eent
- Niedersorbisch - Wjelerakosć jo jadno wótglědane
- Nordfriesisch (Fering) - Ferianigt uun manigfualighaid
- Normannische Sprache - Unnie dens la diversitaé
- Obersorbisch - W mnohotnosći zjednoća
- Okzitanisch - Unit dins la diversitat
- Piemontesisch - Unìa ant le diferense
- Sardisch - Umpare in sa diversidade
- Sassaresisch - Uniddi in la dibessiddai
- Saterfriesisch - In Fuulfoold fereent
- Schottisches Englisch - Unitit in diversitie
- Schottisches Gälisch (Gàidhlig) - Aonachd ann an eugsamhlachd
- Sizilianische Sprache - Unità mmezzu a diversità
- Tabarkinisch - Ünitè inta diversitè
- Ukrainisch - Єдність у різноманітті
- Ulster Scots (Sprache) - Unitit in diversitie
- Valencianisch - Unificada en la diversitat
- Venetisch - Unità inte ƚa difarensa
- Walisisch - Yng nglym mewn gwahaniaeth
- Walserdeutsch aus Isseme (Éischemtöitschu) - Zseeme auch ab nöit sinh glljéich
- Walserdeutsch aus Formazza - Eiheit in der Unnerscheit